# Major League Rugby 2024
La Major League Rugby 2024 fue la séptima edición del torneo profesional estadounidense de rugby.
Los Miami Sharks y Anthem Rugby Carolina hicieron su debut en la liga esta temporada, así como también el Rugby Football Club Los Angeles luego de su mudanza desde Atlanta. Los Toronto Arrows y Rugby New York se retiraron de la liga después de la temporada 2023. Esto deja un total de 12 equipos compitiendo para la temporada 2024.

## Modo de disputa
Cada equipo disputó 16 encuentros a lo largo de 18 semanas, contando con dos semanas libres para cada franquicia.
Los tres mejores equipos de cada conferencia se clasifican para la postemporada. El segundo y tercer clasificado disputan una semifinal cuyo vencedor se enfrenta posteriormente al mejor clasificado en la final de conferencia. El ganador de cada conferencia se clasifica para la Gran Final, donde se decide el campeón de la liga.

## Desarrollo
|  | Clasificado a semifinales de conferencia. |

### Conferencia Este
| Pos. | Equipo                 | Encuentros | Encuentros | Encuentros | Encuentros | PB | PB | Puntos |
| Pos. | Equipo                 | PJ         | PG         | PE         | PP         | BO | BD | Puntos |
| ---- | ---------------------- | ---------- | ---------- | ---------- | ---------- | -- | -- | ------ |
| 1.º  | New England Free Jacks | 16         | 11         | 0          | 5          | 8  | 3  | 55     |
| 2.º  | New Orleans Gold       | 16         | 10         | 0          | 6          | 8  | 2  | 50     |
| 3.º  | Chicago Hounds         | 16         | 8          | 1          | 7          | 7  | 4  | 45     |
| 4.º  | Old Glory DC           | 16         | 7          | 2          | 7          | 6  | 4  | 42     |
| 5.º  | Miami Sharks           | 16         | 6          | 0          | 10         | 4  | 4  | 32     |
| 6.º  | Anthem Rugby Carolina  | 16         | 0          | 0          | 16         | 6  | 1  | 7      |

### Conferencia Oeste
| Pos. | Equipo            | Encuentros | Encuentros | Encuentros | Encuentros | PB | PB | Puntos |
| Pos. | Equipo            | PJ         | PG         | PE         | PP         | BO | BD | Puntos |
| ---- | ----------------- | ---------- | ---------- | ---------- | ---------- | -- | -- | ------ |
| 1.º  | Houston SaberCats | 16         | 14         | 0          | 2          | 11 | 0  | 67     |
| 2.º  | Seattle Seawolves | 16         | 11         | 0          | 5          | 9  | 4  | 57     |
| 3.º  | San Diego Legion  | 16         | 11         | 0          | 5          | 7  | 4  | 55     |
| 4.º  | Dallas Jackals    | 16         | 6          | 0          | 10         | 10 | 9  | 43     |
| 5.º  | Utah Warriors     | 16         | 5          | 0          | 11         | 7  | 8  | 35     |
| 6.º  | RFC Los Angeles   | 16         | 5          | 1          | 10         | 8  | 2  | 32     |

## Fase Final

### Semifinales de Conferencia
| 20 de julio de 2024 | Houston SaberCats | 22 - 34 | Dallas Jackals |  |  |

| 21 de julio de 2024 | Seattle Seawolves | 30 - 28 | San Diego Legion |  |  |

| 20 de julio de 2024 | New England Free Jacks | 33 - 29 | Old Glory DC |  |  |

| 21 de julio de 2024 | New Orleans Gold | 21 - 45 | Chicago Hounds |  |  |

### Finales de Conferencia
| 27 de julio de 2024 | New England Free Jacks | 23 - 17 | Chicago Hounds |  |  |

| 28 de julio de 2024 | Seattle Seawolves | 28 - 25 | Dallas Jackals |  |  |

### Final
| 4 de agosto de 2024 | Seattle Seawolves | 11 - 20 | New England Free Jacks | Snapdragon Stadium, San Diego, California. |  |

| Bandera de Estados Unidos      |
| Campeón New England Free Jacks |
| Segundo título                 |